# Gmina Wohyń
Die Gmina Wohyń ist eine Landgemeinde im Powiat Radzyński der Woiwodschaft Lublin in Polen. Ihr Sitz ist das gleichnamige Dorf.

## Gliederung
Zur Landgemeinde Wohyń gehören folgende 16 Ortschaften mit einem Schulzenamt:
Bezwola I
Bezwola II
Bojanówka
Branica Suchowolska
Branica Suchowolska-Parcela
Kuraszew-Suchowola
Lisiowólka
Ossowa
Ostrówki
Planta
Suchowola-Kolonia
Świerże
Wohyń I
Wohyń II
Wólka Zdunkówka
Zbulitów Mały
Weitere Orte der Gemeinde sind Branica-Kolonia, Gradowiec, Suchowola (kolonia), Suchowola (gajówka) und Suchowola (leśniczówka).